# Чокаш, Мартон
Ма́ртон Пол Чо́каш (англ. Marton Paul Csokas род. 30 июня 1966, Инверкаргилл, Новая Зеландия) — новозеландский актёр венгерского происхождения.
Известен по ролям в фильмах «Зена: королева воинов», «Три икса», «Властелин колец: Братство кольца» и «Властелин колец: Возвращение короля», «Превосходство Борна», «Царство небесное», «Эон Флакс», «Президент Линкольн: Охотник на вампиров» и «Великий уравнитель».

## Биография
Мартон Чокаш родился в маленьком городке Инверкаргилл на Южном острове. Его отец, тоже Мартон Чокаш — родился в Венгрии и эмигрировал в Новую Зеландию после Второй мировой войны, работал инженером-механиком. На родине он учился на оперного певца и одновременно работал акробатом в Венгерском цирке. Мать Мартона имеет английские, ирландские и датские корни,  работала медсестрой. Сам Чокаш-младший, помимо новозеландского, имеет венгерское гражданство.
C 2005 по 2009 год встречался с французской актрисой Евой Грин, с которой познакомился на съёмках фильма «Царство небесное».

## Работа в кино
Чокаш получил широкую известность на родине после выхода сериала Shortland Street (1993-1994), в котором он сыграл роль доктора Роззи-Доддса.
Следующим важным этапом в карьере Мартона Чокаша стала работа в сериале «Зена: королева воинов» (1997-2001), где в 10 эпизодах он сыграл сразу три роли — любовника Зены Борайаса — предводителя гуннских разбойников, священника Ксарфакса и Белаха, вождя кочевников. Харизматичный Борайас принес Чокашу достаточно широкую известность.
Первым крупным кинопроектом, в котором Чокаш принял участие, был «Властелин колец» Питера Джексона («Братство Кольца» и «Возвращение короля»). В ней Чокаш сыграл роль Келеборна, короля Лориэна и супруга Галадриэль (Кейт Бланшетт). Роль эпизодическая, в экранной версии она сильно укорочена, однако в режиссёрской версии фильма роль Келеборна значительно больше.
К тому времени Чокаш переехал в Лос-Анджелес и стал работать преимущественно в голливудских проектах.
«Три икса» (2002) можно считать одним из главных успехов в карьере Мартона Чокаша на данный момент. В боевике Роба Коэна он сыграл роль харизматичного лидера бандитской группировки «Анархия 16» Йорги. Успех Мартона в качестве анархиста из восточноевропейской страны был обусловлен в том числе и тем, что специфический венгерский акцент Чокаша как нельзя лучше подходил к образу его героя. Также стоит отметить, что Йорги в исполнении Чокаша разрушил созданный в Голливуде стереотип жителей Восточной Европы и бывшего СССР: татуированный, облачённый в кожу анархист не выглядит противоположностью американского героя (Вин Дизель).
Следующей крупной работой Чокаша была роль в «Царстве небесном» Ридли Скотта (2005). Здесь Чокаш предстаёт в образе алчного и жестокого Ги де Лузиньяна, короля Иерусалима.
В том же году Мартон Чокаш снялся в фильме «Эон Флакс», основанном на одноимённом фантастическом мультсериале. В этом фильме Чокаш сыграл одну из главных ролей — Тревора Гудчайлда, одного из правителей Бренны.
В 2010 году вышел фильм «Алиса в Стране Чудес», в котором Мартон Чокаш сыграл Чарльза Кингсли.

## Фильмография
| Год       |   | Русское название                                    | Оригинальное название                               | Роль                     |
| --------- | - | --------------------------------------------------- | --------------------------------------------------- | ------------------------ |
| 2024      | ф | Спящие псы                                          | Sleeping Dogs                                       | доктор Джозеф Видер      |
| 2022      | ф | Шевалье                                             | Chevalier                                           | Марк Рене де Монталамбер |
| 2021      | ф | Боец: король ринга                                  | Prizefighter: The Life of Jem Belcher               | лорд Рашфорд             |
| 2017      | ф | Уотергейт: Крушение Белого дома                     | Mark Felt: The Man Who Brought Down the White House | Пэт Грей                 |
| 2017      | ф | Голос из камня                                      | Voice from the Stone                                | Клаус Риви               |
| 2016      | ф | Любить                                              | Loving                                              | шериф Брукс              |
| 2016      | ф | Настоящее преступление                              | Dark Crimes                                         | Козлов                   |
| 2015—2017 | с | В пустыне смерти                                    | Into the Badlands                                   | Куинн                    |
| 2015      | с | Сыны свободы                                        | Sons of Liberty                                     | Томaс Гейдж              |
| 2015      | с | Тайные операции                                     | Covert Affairs                                      | Иван Кравец              |
| 2014      | ф | Великий уравнитель                                  | The Equalizer                                       | Тедди                    |
| 2014      | ф | Новый Человек-паук. Высокое напряжение              | The Amazing Spider-Man 2                            | Доктор Кафка             |
| 2014      | ф | Ной                                                 | Noah                                                | Ламех                    |
| 2014      | ф | Город грехов 2: Женщина, ради которой стоит убивать | Sin City: A Dame to Kill For                        | Дамьен Лорд              |
| 2013      | с | Бестия                                              | Rogue                                               | Джимми Лазло             |
| 2012      | с | Фалькон                                             | Falcón                                              | Хавьер Фалькон           |
| 2012      | ф | Президент Линкольн: Охотник на вампиров             | Abraham Lincoln: Vampire Hunter                     | Джек Бартс               |
| 2011      | ф | Дом грез                                            | Dream House                                         | Джек Паттерсон           |
| 2010      | ф | Большая маленькая я                                 | L'Âge de raison                                     | Малкольм                 |
| 2010      | ф | Долг                                                | The Debt                                            | молодой Стефан           |
| 2010      | ф | Алиса в стране чудес                                | Alice in Wonderland                                 | Чарльз Кингсли           |
| 2007      | ф | Забытые желания                                     | Romulus, My Father                                  | Hora                     |
| 2005      | ф | Эон Флакс                                           | Æon Flux                                            | Тревор Гудчайлд          |
| 2005      | ф | Великий рейд                                        | The Great Raid                                      | Капитан Реддлинг         |
| 2005      | ф | Царство небесное                                    | Kingdom of Heaven                                   | Ги де Лузиньян           |
| 2005      | ф | Безумие                                             | Asylum                                              | Эдгар Старк              |
| 2004      | ф | Превосходство Борна                                 | The Bourne Supremacy                                | Джарда                   |
| 2004      | ф | Эвиленко                                            | Evilenko                                            | Вадим Тимурович Лизиев   |
| 2003      | ф | Властелин Колец: Возвращение Короля                 | The Lord of the Rings:The Return of the King        | Келеборн                 |
| 2003      | ф | В ловушке времени                                   | Timeline                                            | Уиллиам Декер            |
| 2003      | ф | Кенгуру Джекпот                                     | Kangaroo Jack                                       | мистер Смит              |
| 2002      | ф | Неудачники                                          | Garage Days                                         | Шад Керн                 |
| 2002      | ф | Три икса                                            | xXx                                                 | Йорги                    |
| 2001      | ф | Властелин колец: Братство кольца                    | The Lord of the Rings: The Fellowship of the Ring   | Келеборн                 |
| 2001      | ф | Дождь                                               | Rain                                                | Кэйди                    |
| 2000      | ф | Маска обезьяны                                      | The Monkey's Mask                                   | Ник Мэйтлэнд             |
| 1996      | ф | Чужая свадьба                                       | Broken English                                      | Дарко                    |
| 1995      | ф | Сумерки богов                                       | Twilight of the Gods                                | солдат                   |
| 1994      | ф | Джек Браун — гений                                  | Jack Brown Genius                                   | Деннис                   |
| 1994      | ф | Игра без правил                                     | A Game with No Rules                                | Кейн                     |